# モナリザのバラード
「モナリザのバラード」（原題: The Ballad of Mona Lisa）は、アメリカ合衆国のポップ・ロック・バンドであるパニック!アット・ザ・ディスコの楽曲。2011年2月1日にフュエルド・バイ・ラーメンおよびディケイダンス・レコードから3作目のスタジオ・アルバム『悪徳と美徳』からの第1弾シングルとして発売された。作詞作曲はブレンドン・ユーリー、スペンサー・スミス、ブッチ・ウォーカー、ジョン・フェルドマンの共作で、プロデュースはウォーカーとフェルドマンが手がけた。アメリカの『ビルボード』誌のHot 100で最高位89位を記録し、オーストラリアのARIAチャートでは最高位21位を記録した。

## 背景
ユーリーによれば、「モナリザのバラード」はアルバム『悪徳と美徳』のために完成させた最初の楽曲の1つだった。本作のアイデアは2007年の時点で存在していて、ユーリーは『フィーバーは止まらない』発売直後に浮かんだアイデアを本作の起源としている。ユーリーは曲は、俺達が２人編成になる前からずっと俺のパソコンに保存されて、埃をかぶってるような状態だった。30秒から１分くらいの短いアイディアは、パソコンに沢山作り貯めていて、この曲もそのうちの１曲だったと語っている。ユーリーは当初「あまりピンと来なかった」ものの、プロデューサーのブッチ・ウォーカーに送ったところ気に入ったことから本作に取り組むこととなった。1日を通して行なわれたウォーカーとの共同作業でブリッジ以外の基本のアレンジが完成し、ユーリーはその時点では、俺もかなりノリ気になってきた。元々、広げるつもりのなかったアイディアが、一気にすごく気に入った曲に化けたんだからね！と語っている。
本作の音楽性について、2011年のMTVニュースの取材でユーリーはアルバム『フィーバーは止まらない』と類似していることに言及し、「『フィーバーは止まらない』にうまくはまるかどうかはわからない…スペンサーと俺が曲を書き始めた段階で新しいスタートを切っていたから、音響的にも違うものになっていたかもしれない」と語っている。MTVニュースのカイル・アンダーソンは、本作について「トレモロを効かせたリフ、迫力のあるパーカッション、洗練された重層的な歌詞」を組み合わせた楽曲と説明している。本作は15世紀にレオナルド・ダ・ヴィンチによって描かれた油彩画『モナ・リザ』を暗示しており、ユーリーは「『モナリザのバラード』は全体的にそのキャラクターが実在するという構想だ。絵を見てもモナリザがいったい何を考えているのかはわからない。感情をほとんど表に出すことなく、見た人の頭の中で起こっていることを覆い隠すモナ・リザの微笑みがそこにはある」と語り、「自分自身の中の戦い…すなわち内なる葛藤についての曲」と説明している。

## リリース
2010年12月に発行された『オルタナティヴ・プレス』で、本作が2011年1月にシングルとして発売されることが報じられた。この時点でタイトルは「Mona Lisa」とされていた。2011年1月17日、本作のプレビューが公開された。1月25日にリリックビデオが公開された（現在は非公開）。2月1日にシングルが発売され、『ビルボード』誌の「Alternative Digital Song Sales」では2011年2月19日付のチャートで初登場4位を記録し、以来7週にわたってチャートインした。ミュージック・ビデオはiTunesの「Top Alternative Music Videos」で初登場1位を獲得したほか、MTVやMTV2などでヘヴィー・ローテーションされた。
3月22日にスタジオ・アルバム『悪徳と美徳』が発売され、本作はアルバムの1曲目に収録された。なお、アルバムの最後に収録されている「ニアリー・ウィッチズ」には、本作の「Mona Lisa pleased to please you」という歌詞を繰り返すパートが含まれている。

## 評価
「モナリザのバラード」のジャンルは、複数のメディアによってオルタナティヴ・ロック、ポップ・パンク、ポップ・ロック、パワー・ポップ、バロック・ポップ、エモと見なされている。
『スピン』誌のウィリアム・グッドマンは「ダークかつ自らの潜在的性質を持たせた聖歌のようなパワー・ロック・バラード」と評した。『OK!』誌のヴァレリー・ノームは、「エリザベス朝の郷愁を感じるロマン主義やヴィクトリア朝から自分たちのスタイルを引き出すバンドにふさわしい名案」と評した。ジャーナリストのジョン・ペアレスは、『ニューヨーク・タイムズ』紙に寄稿したパニック!アット・ザ・ディスコのバワリー・ボールルーム公演のレビューの中で本作について「バラードではなく、ミッドテンポのロッカー」と述べた。『ビルボード』誌のケヴィン・ラザフォードは「パニック!アット・ザ・ディスコの初期の作品が持つヴォードヴィルの精神に満ちあふれていて、パニック!アット・ザ・ディスコがこの5年間で書いた中で最もキャッチーな楽曲」と評した。
本作の評価において、アルバム『フィーバーは止まらない』との類似性についての言及も見られ、フィラデルフィアのラジオ局WRFFでディスクジョッキーを務めるウェンディ・ロリンズは自身のTwitter上で「『フィーバーは止まらない』によく似ているサウンド」と述べた。AOL Musicのエミリー・タンは、本作について「バンドが初めてヒット・シーンに登場したときのサウンドをファンに思い出させた」楽曲と見なした。『オルタナティヴ・プレス』のアニー・ザレスキは、「『フィーバーは止まらない』のアップビートのポップのエネルギーと、『プリティ。オッド。』の核と明快さを兼ね備えた」楽曲と述べた。
『PopBuzz』のジェームズ・ウィルソン＝テイラーは、2018年1月時点でパニック!アット・ザ・ディスコが発表した全71曲（カバー曲やコラボ曲を除く）を対象としたランキングで第12位に本作を選出した。
2011年のケラング!アワードでは最優秀シングルにノミネートした。

## ミュージック・ビデオ
「モナリザのバラード」のミュージック・ビデオは、「アイ・ライト・シンズ・ノット・トラジェディーズ」も手がけたシェーン・ドレイクが監督を務めた。ビデオは2011年2月8日に公開された。MTVニュースのジェームズ・モントゴメリーは、「いろんな意味で、『モナリザのバラード』はバンドの過去に別れを告げるものであると同時に、バンドの未来を受け入れるものとなっている…言ってみればそれは当然なことで、通夜が行われているビデオという理由だけではない」と述べた。
ビデオでは、19世紀のスチームパンクの雰囲気を持たせた葬式のシーンが描かれている。撮影はHBOのテレビドラマ『デッドウッド 〜銃とSEXとワイルドタウン』の撮影でも使用された大牧場で行われた。「アイ・ライト・シンズ・ノット・トラジェディーズ」のミュージック・ビデオとの関連性が見られ、ビデオの冒頭に登場する蜘蛛の巣にまみれたシルクハットは、同作のミュージック・ビデオで使用されたものと同じである。ビデオ中でユーリーは2人のキャラクターを演じており、そのうち1人は映画『スウィーニー・トッド フリート街の悪魔の理髪師』でジョニー・デップが演じたスウィーニー・トッドからアイデアを得ている。
『オルタナティヴ・プレス』誌のキャシー・ホイットは、2016年5月までに公開されたパニック!アット・ザ・ディスコのミュージック・ビデオを対象にランク付けし、本作のミュージック・ビデオを第4位に選出した。

## クレジット
※出典
- ブレンドン・ユーリー – リード・ボーカル、バックグラウンド・ボーカル、キーボード、ベース、シンセサイザー、プログラミング、リズムギター、リードギター、作詞作曲
- スペンサー・スミス – ドラム、パーカッション、作詞作曲
- ブッチ・ウォーカー – バックグラウンド・ボーカル、ギター、プログラミング、作詞作曲、プロデュース、レコーディング・エンジニア
- ジョン・フェルドマン – プログラミング、作詞作曲、プロデュース、レコーディング・エンジニア
- ブランドン・パドック – エンジニア
- フレッド・アーシャンボルト – エンジニア
- マット・アップルトン – エンジニア
- ジェイク・シンクレア – エンジニア
- ルイス・ジョーンズ – エンジニア（ストリングス）
- ジョナサン・アレン – エンジニア（ストリングス）
- ジョー・ナポリターノ – 編集
- ピート・ライマン – マスタリング
- リッチ・コスティ – ミキシング

## チャート成績
| チャート (2011年)                | 最高位 |
| -------------------------------- | ------ |
| オーストラリア (ARIA)            | 21     |
| UK シングルス (OCC)              | 43     |
| US Billboard Hot 100             | 89     |
| US Alternative Songs (Billboard) | 24     |
| US Hot Rock Songs (Billboard)    | 39     |

## 認定
| 国/地域                                                       | 認定     | 認定/売上数 |
| ------------------------------------------------------------- | -------- | ----------- |
| オーストラリア (ARIA)                                         | Gold     | 35,000^     |
| イギリス (BPI)                                                | Gold     | 400,000     |
| アメリカ合衆国 (RIAA)                                         | Platinum | 1,000,000   |
| ^ 認定のみに基づく出荷枚数 · 認定のみに基づく売上数と再生回数 |          |             |